# سیارک ۷۹۲۳
سیارک ۷۹۲۳ (به انگلیسی: 7923 Chyba، نامگذاری:1983WJ) هفت هزار و نهصد و بیست و سومین سیارک کشف شده‌است که در ۲۸ نوامبر ۱۹۸۳ کشف شد.
قدر مطلق سیارک برابر ۱۲٫۴۰ است.